# Ro, ro, ro din båd
Ro, ro, ro din båd (Row, Row, Row Your Boat) er en oprindelig engelsk remse og populær børnesang, der ofte synges som kanon. Den kan også synges aktivt, hvor sangerne sidder overfor hinanden og "ror" frem og tilbage, mens de holder hinanden i hænderne. Sangen er optaget i den engelske database Roud Folk Song Index som nr. 19236.

## Oprindelse
Det er blevet foreslået, at sangen oprindeligt kan stamme fra amerikanske minstrelshows, der var populær underholdning i 1800-tallet. Den tidligste trykte udgave af sangen er fra 1852 med en tekst, der minder om den, der bruges i dag, men med en meget anderledes melodi. Den blev genoptrykt to år senere med samme tekst og en anden melodi. Den moderne melodi kendes først sammen med teksten fra 1881 med angivelse af Eliphalet Oram Lyte i The Franklin Square Song Collection, idet det dog ikke er klart, om han var komponisten eller bare overtog melodien.

## Engelske udgaver
Den mest almindelige på engelsk i nutiden er:
Row, row, row your boat,
Gently down the stream.
Merrily, merrily, merrily, merrily,
Life is but a dream.
Det sker jævnligt, at folk tilføjer flere vers, enten for at gøre sangen længere eller for at gøre den sjovere, parodiere den eller give den en noget anden mening end den uskyldige i originalen. Eksempler på det omfatter:
Row, row, row your boat,
Gently down the stream.
If you see an alligator,
Don't forget to scream. 
Row, row, row your boat,
Gently down the stream.
Throw your teacher overboard
And listen to her scream.

## Danske udgaver
På dansk er især to udgaver af sangen udbredte, idet der dog også kan synges "min båd" i stedet for "din båd". Omtalen af Kattegat i den ene udgave er antagelig valgt for rimets skyld, da det normalt ikke er et farvand, man bør forsøge at krydse med robåd.
Ro, ro, ro din båd
kysten skal vi nå.
Vuggende, vuggende, vuggende, vuggende,
over bølgen blå.
Ro, ro, ro din båd
Tag din åre fat.
Vuggende, vuggende, vuggende, vuggende,
over Kattegat.

## Brug i populærkulturen
Sangen er blevet benyttet flittigt i populærkulturen, ofte for at reflektere essentielle spørgsmål om virkeligheden. Lewis Carroll brugte en version, der undertiden kaldes A Boat Beneath a Sunny Sky i digtet i slutningen af romanen Bag spejlet. Den blev sunget af Kaptajn Kirk, Dr. McCoy og Mr. Spock i starten og slutningen af filmen Star Trek V: The Final Frontier (1989) som refleksion over behovet for at opdage sig selv.
I filmen Eternal Sunshine of the Spotless Mind (2004) bruges den som en del af soundtracket og af Joel (Jim Carrey) og Clementine (Kate Winslet), mens de prøver at gemme sig fra hukommelsessletterne som refleksion af det vigtige for virkeligheden i at huske.
I tv-serien Fringe bemærker figuren Walter, mens han er på et psykiatrisk hospital, at han nogle gange kan høre nogen nynne sangen, men han er ikke sikker på, om det ikke i virkeligheden er ham selv, der nynner. 
I marts 2013 blev sangen sunget i programmet Late Night With Jimmy Fallon af Jimmy Fallon, Justin Timberlake, og Michael McDonald med Fallon og Timblerlake klædt ud som McDonald iført hvide parykker og skæg. Sangen blev sunget som en remse, og efterfølgende blev denne del af programmet afsluttet med en Row, Row, Row Your Boat jam.
Sangen er den primære børnesang i HBO's serier så som Oz, Deadwood og AMC's Breaking Bad. Sangen er også blevet brugt i filmene Insidious: Chapter 2, Dante's Peak, Manos: The Hands of Fate og Dirty Harry (1971). I sidstnævnte kaprer skurken Scorpio en skolebus og tvinger børnene til at synge sangen.
Sangen bliver også citeret af Samantha Morton i filmen Code 46 (2003). I 2011 begyndte den nye MTV-serie Teen Wolf at bruge en mere dyster udgave af sangen som sin kendingsmelodi.